# Chi Tre tiêu
Vầu xanh hay tre tiêu (danh pháp: Acidosasa) là một chi tre thuộc họ Hòa thảo. Tên khoa học của chi này xuất phát từ tiếng Latin: acidum ("chua") và Sasa (tên một chi khác cùng thuộc tông Tre), đề cập đến măng vầu xanh ăn được.

## Các loài
- Acidosasa breviclavata
- Acidosasa brilletii
- Acidosasa chinensis
- Acidosasa chinouensis
- Acidosasa edulis
- Acidosasa guangxiensis
- Acidosasa lingchuanensis
- Acidosasa nanunica
- Acidosasa notata
- Acidosasa purpurea
- Acidosasa venusta